# Saint-Hilaire-de-Clisson
Saint-Hilaire-de-Clisson é uma comuna francesa na região administrativa da Pays de la Loire, no departamento de Loire-Atlantique. Estende-se por uma área de 18,43 km². Em 2010 a comuna tinha 2 350 habitantes (densidade: 127,5 hab./km²).